# Clervie Ngounoueová
Clervie Ngounoueová (nepřechýleně: Ngounoue, * 19. července 2006 Washington, D.C.) je americká profesionální tenistka. V rámci okruhu ITF získala jeden titul ve dvouhře a tři ve čtyřhře.
Na žebříčku WTA byla ve dvouhře nejvýše klasifikována v únoru 2025 na 253. místě a ve čtyřhře v srpnu 2024 na 187. místě. V roce 2022 se jejím trenérem stal Jermaine Jenkins, bývalý kouč Ósakaové.
V juniorském tenise vyhrála Wimbledon 2023 po finálovém vítězství nad Nikolou Bartůňkovou. Ovládla také dvě juniorské grandslamové čtyřhry, Australian Open 2022 s Dianou Šnajderovou a French Open 2023 s Tyrou Caterinou Grantovou. Po skončení Roland Garros 2023 se na počátku června stala juniorskou světovou jedničkou.

## Soukromý život
Narodila se roku 2006 v americké metropoli Washingtonu, D.C. do rodiny kamerunských imigrantů. Má o šest let starší sestru Malkii a o dva roky mladšího bratra Carla. K tenisu ji přivedl otec Aimé Ngounoue, který vedl tréninky na dvorcích v městských parcích. Od sedmé třídy základní školy zvolila distanční výuku přes internet, aby se zaměřila na rozvoj kariéry.
Od roku 2015 se střídavě připravovala v Národním tréninkovém centru USTA v Orlandu a Mouratoglouvě akademii ve Francii. V sezóně 2022 se trvale usadila na Floridě a začala spolupracovat s trenérem amerického svazu Jermainem Jenkinsem, bývalým sparingpartnerem sester Williamsových a koučem Naomi Ósakaové.

## Tenisová kariéra
V kvalifikaci okruhu WTA Tour debutovala v 17 letech srpnovým Mubadala Citi DC Open 2023 v rodném Washingtonu, D.C. po zisku divoké karty. Na úvod přehrála nejvýše nasazenou třicátou sedmou hráčku žebříčku Annu Blinkovovou, než ji vyřadila Polka Magdalena Fręchová.
Triumfem na juniorském mistrovství USA do 18 let si zajistila divokou kartu do US Open 2023, kde v rámci dvouhry premiérově zasáhla do hlavní soutěže grandslamu a odehrála první zápas na túře WTA. V úvodu však podlehla Australance Darje Savilleové. Ve čtyřhře debutovala na US Open 2022, do níž získala s krajankou Reese Brantmeierovou také divokou kartu. V úvodním kole přehrály van der Hoekovou s Van Uytvanckovou. Poté však nenašly recept na desáté nasazené Melicharovou-Martinezovou a Perezovou, přestože získaly úvodní set.

## Tituly na okruhu ITF
| Kategorie okruhu ITF | Kategorie okruhu ITF |
| -------------------- | -------------------- |
| Turnaje W100         | Turnaje W80          |
| Turnaje W75/W60      | Turnaje W50/W40      |
| Turnaje W35/W25      | Turnaje W15/W10      |

### Dvouhra (4 tituly)
| Č. | datum         | turnaj                                | kategorie | povrch    | poražená finalistka | výsledek      |
| -- | ------------- | ------------------------------------- | --------- | --------- | ------------------- | ------------- |
| 1. | leden 2024    | Naples, Spojené státy                 | W35       | antuka    | Allie Kiicková      | 6–1, 6–1      |
| 2. | červenec 2024 | Dallas, Spojené státy                 | W50       | tvrdý (h) | Robin Andersonová   | 2–6, 6–3, 7–5 |
| 3. | listopad 2024 | Santo Domingo, Dominikánská republika | W35       | tvrdý     | Çağla Büyükakçay    | 6–3, 4–6, 6–2 |
| 4. | únor 2025     | Birmingham, Spojené království        | W50       | tvrdý (h) | Viktória Hrunčáková | 4–6, 6–2, 6–3 |

### Čtyřhra (5 titulů)
| Č. | datum       | turnaj                           | kategorie | povrch | spoluhráčka          | poražené finalistky                         | výsledek         |
| -- | ----------- | -------------------------------- | --------- | ------ | -------------------- | ------------------------------------------- | ---------------- |
| 1. | únor 2022   | Monastir, Tunisko                | W15       | tvrdý  | Hanne Vandewinkelová | Mara Guthová Mia Macková                    | 6–1, 6–2         |
| 2. | březen 2023 | Spring, Spojené státy            | W25       | tvrdý  | Maria Mateasová      | Sofia Johnsonová Julija Starodubcevová      | 6–4, 2–6, [10–4] |
| 3. | říjen 2023  | Redding, Spojené státy           | W25       | tvrdý  | Liv Hovdeová         | Kayla Crossová María Herazo Gonzálezová     | 6–3, 7–5         |
| 4. | říjen 2024  | Tyler, Spojené státy             | W100      | tvrdý  | Alexandra Osborneová | Mary Lewisová Brandy Walkerová              | 6–2, 6–3         |
| 5. | leden 2025  | Petit-Bourg, Guadeloupe, Francie | W35       | tvrdý  | Victoria Mboková     | Jenna Deanová Amanda Carolina Nava Elkinová | 6–3, 6–1         |

## Finále na juniorském Grand Slamu

### Dvouhra juniorek: 1 (1–0)
| stav    | rok  | turnaj    | povrch | soupeřka ve finále | výsledek |
| ------- | ---- | --------- | ------ | ------------------ | -------- |
| Vítězka | 2023 | Wimbledon | tráva  | Nikola Bartůňková  | 6–2, 6–2 |

### Čtyřhra juniorek: 2 (2–0)
| stav    | rok  | turnaj          | povrch | spoluhráčka            | soupeřky ve finále              | výsledek |
| ------- | ---- | --------------- | ------ | ---------------------- | ------------------------------- | -------- |
| Vítězka | 2022 | Australian Open | tvrdý  | Diana Šnajderová       | Kayla Crossová Victoria Mboková | 6–4, 6–3 |
| Vítězka | 2023 | French Open     | antuka | Tyra Caterina Grantová | Alina Kornějevová Sara Saitóová | 6–0, 6–4 |